# Магомет і Хадиза
«Магомет і Хадиза» — поема Пантелеймона Куліша. Вперше надрукована окремим виданням у 1883 році у Львові. Автограф до наших днів не дійшов.

## Історія написання
Куліш згадує про публікацію поеми в листі до свого близького знайомого, фізика і теолога Івана Пулюя від 9 квітня 1883 р.:
| Я печатаю невеличку поему «Магомет і Хадиза»[2] |
Як зазначено у примітках до поеми в другому томі «Сочинений и писем П. А. Кулиша» (К., 1908), видавець І. Каманін мав у своєму розпорядженні примірник поеми, подарований автором своїй дружині О. М. Куліш. На окремому листку П. Куліш написав присвяту дружині «Принос», згодом опубліковану у Сочинения и письма П. А. Кулиша: В 5 т.— К., 1902.— Т. 2.— С. 90.
Крім того, як відзначає І. Каманін
| в печатном экземпляре поэмы «Магомет и Хадиза» автором собственноручно сделаны изменения в некоторых стихах; эти изменения мы внесли в настоящее издание[3] |